# Nakszbandijja
Nakszbandijja (pers. ‏نقشبندی‎) – mistyczne sunnickie bractwo sufickie założone przez Chwadża Baha' ad-Din Muhammada Ibn Muhammada Nakszbanda (1318–1389). Jedno z najliczniejszych i najbardziej popularnych bractw sufickich działających w całym świecie islamskim. Posiada wiele, często samodzielnych, odłamów.

## Modlitwa
Jej uczniowie modlą się (zikr) po cichu, w sposób nieprzerwany, uważając iż osiąga się w ten sposób silniejszy związek z Bogiem. Cichy zikr jest elementem odróżniającym szkołę nakszbandijja od innych tarikatów. Rytuał modlitewny nakszbandijja odbywa się często bez żadnych świątyń i form organizacyjnych: wyznawcy siedząc w kręgu lub pojedynczo szepczą święte wyrażenia aż do osiągnięcia ekstazy. Obejmuje on również muzykę i taniec. Wyznawcy mogą także (choć nie muszą) wyróżniać się ubiorem.

## Historia
Nakszbandijja zrodziła się w Persji, jednak bardzo szybko została stamtąd wyparta. Nieliczni jej wyznawcy przetrwali w Kurdystanie. Na tereny Persji powróciła dopiero w XIX w. Najwięcej zwolenników zdobyła jednak w Azji Środkowej oraz Turcji. Nakszbandijja była silnie związana z Timurydami.
Główny ośrodek tariki nakszbandijjskiej znajdował się w Bucharze. Obejmował on meczet i szkołę. Jednorazowo mieściło się tam ponad pięć tysięcy ludzi. Był największym mahometańskim ośrodkiem nauki islamu w centralnej Azji.
W odróżnieniu od innych bractw sufickich (takich jak kadirijja, jasawijja i kubrawijja) członkowie tariki nakszbandijjskiej uznają pracę misjonarską i aktywność polityczną za ważną część swej drogi.
Wielu jej członków stało na czele powstań przeciwko władzy carskiej i komunistycznej na ziemiach byłych republik ZSRR w Azji Środkowej. Tariki nakszbandijja była głównym organizatorem religijnej i antykolonialnej walki na Północnym Kaukazie. Wpływy tego porządku wzrosły na Kaukazie na początku XIX w., głównie za sprawą jego bocznego nurtu – chalidija, biorącego swą nazwę od imienia szejcha Chalida al-Szachrazuri. Pierwszym z przywódców religijnych wprowadzających porządek nakszbandijja na Kaukazie był Ismail al-Kurdumiri, czynny w chanacie szirwańskim. Jego nauki na grunt Dagestanu z powodzeniem przeniósł szejch Chas Muhammad al-Shirwani, który z czasem zastąpił Muhammadzie al-Jaragi. Działalność kaznodziejska tego ostatniego zyskała wielki rozgłos, wzmacniany opowieściami, jakoby czynił cuda i był zesłany przez samego Allaha. Wielu uczonych uważa go za twórcę religijno-politycznego ruchu zwanego miurydyzmem. Jego następcą (jako przywódca nakszbandijji na Kaukazie) został Said Dżamal al-Ghumuqi.
Od czasu powstania Mansura porządek nakszbandijja odgrywał bardzo ważną rolę w kaukaskiej historii. Żelazna dyscyplina, całkowite poświęcenie dla ideałów i ścisła hierarchia, na której było oparte bractwo, stanowiło istotny czynnik oporu kaukaskich górali wobec rosyjskiego podboju. Nie tylko przywódcy ruchu, ale też lokalne władze (naibowie) i większość wojowników było związanych z nakszbandijja. Bractwo w zasadniczym stopniu przyczyniło się do przekształcenia na wpół pogańskich górali w ortodoksyjnych muzułmanów, wprowadziło islam do animistycznych obszarów górnej Czeczenii i czerkieskich plemion zachodniego Kaukazu. Nawet porażka miurydów w 1859 r. i masowa emigracja kaukaskich muzułmanów do Turcji nie zniszczyła wpływów nakszbandijji w Dagestanie i Czeczenii.

## Najważniejsze odłamy
- chalidijja
- jasawijja
- mudżaddidijja
- parsa'ijja

Współcześnie bractwo nakszbandijja jest szczególnie aktywne w Turcji, Afganistanie, Czeczenii, Dagestanie, Tadżykistanie, Kurdystanie, Syrii, Egipcie, Palestynie, Indiach, Indonezji, Malezji, Chinach. Jest drugim co do wielkości bractwem wśród Kurdów.
Dargah założyciela bractwa znajduje się niedaleko Buchary i jest najważniejszym celem pielgrzymek w Azji Środkowej.